# Kulosaari (metropolitana di Helsinki)
La stazione Kulosaari (in finlandese: Kulosaaren metroasema; in  svedese: Metrostationen Brändö) è una stazione di superficie della Metropolitana di Helsinki. Serve il quartiere isola di Kulosaari, ad Helsinki Est.
La stazione fu una delle prime ad aprire ad Helsinki, il 1º giugno 1982, e fu disegnata da Jaakko Ylinen e Jarmo Maunula. Si trova a una distanza di circa 1,816 km da Kalasatama, e a 1,242 km da Herttoniemi.

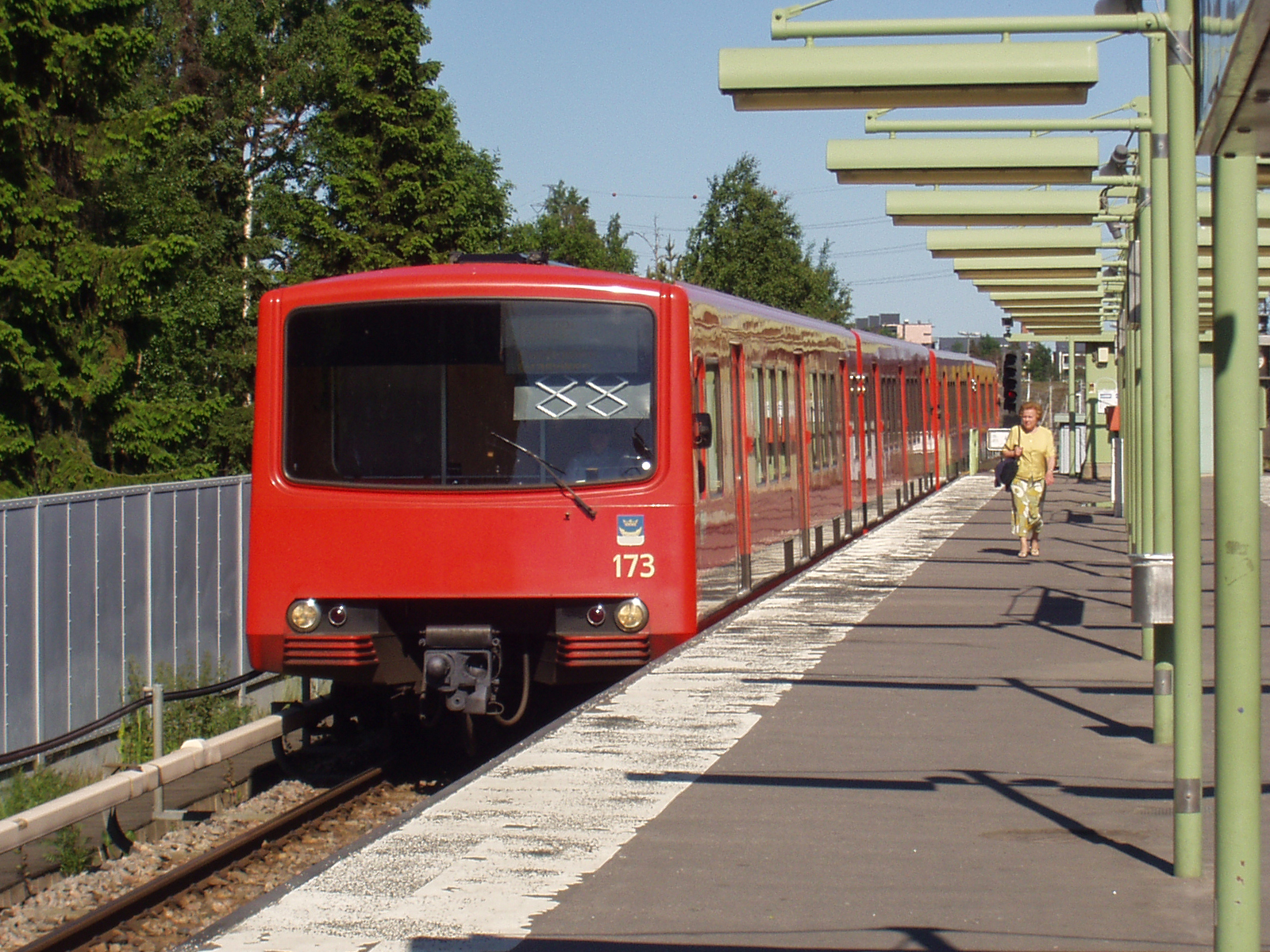
Treno a Kulosaari
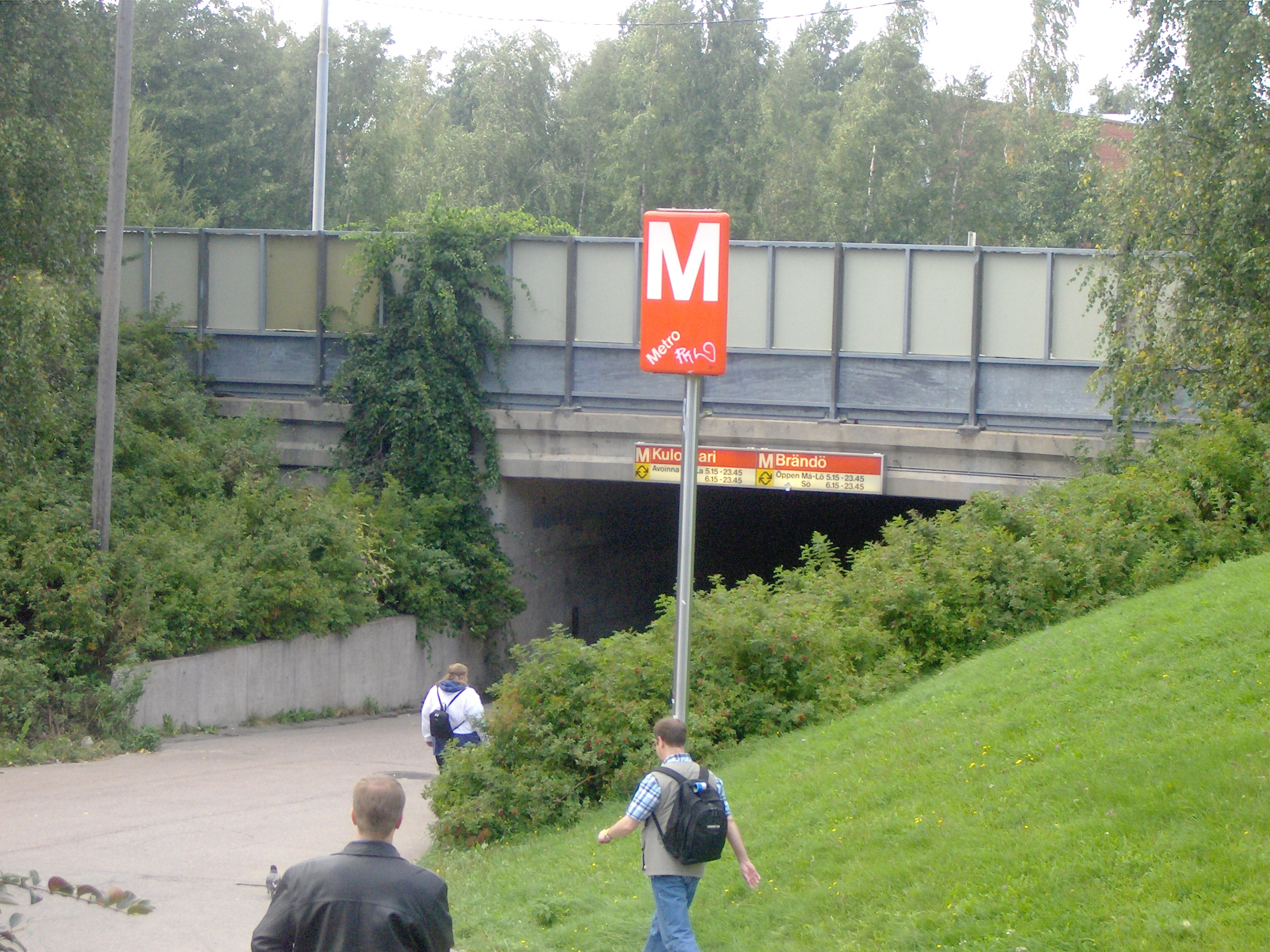
Entrata